# Matti Yrjänä Joensuu

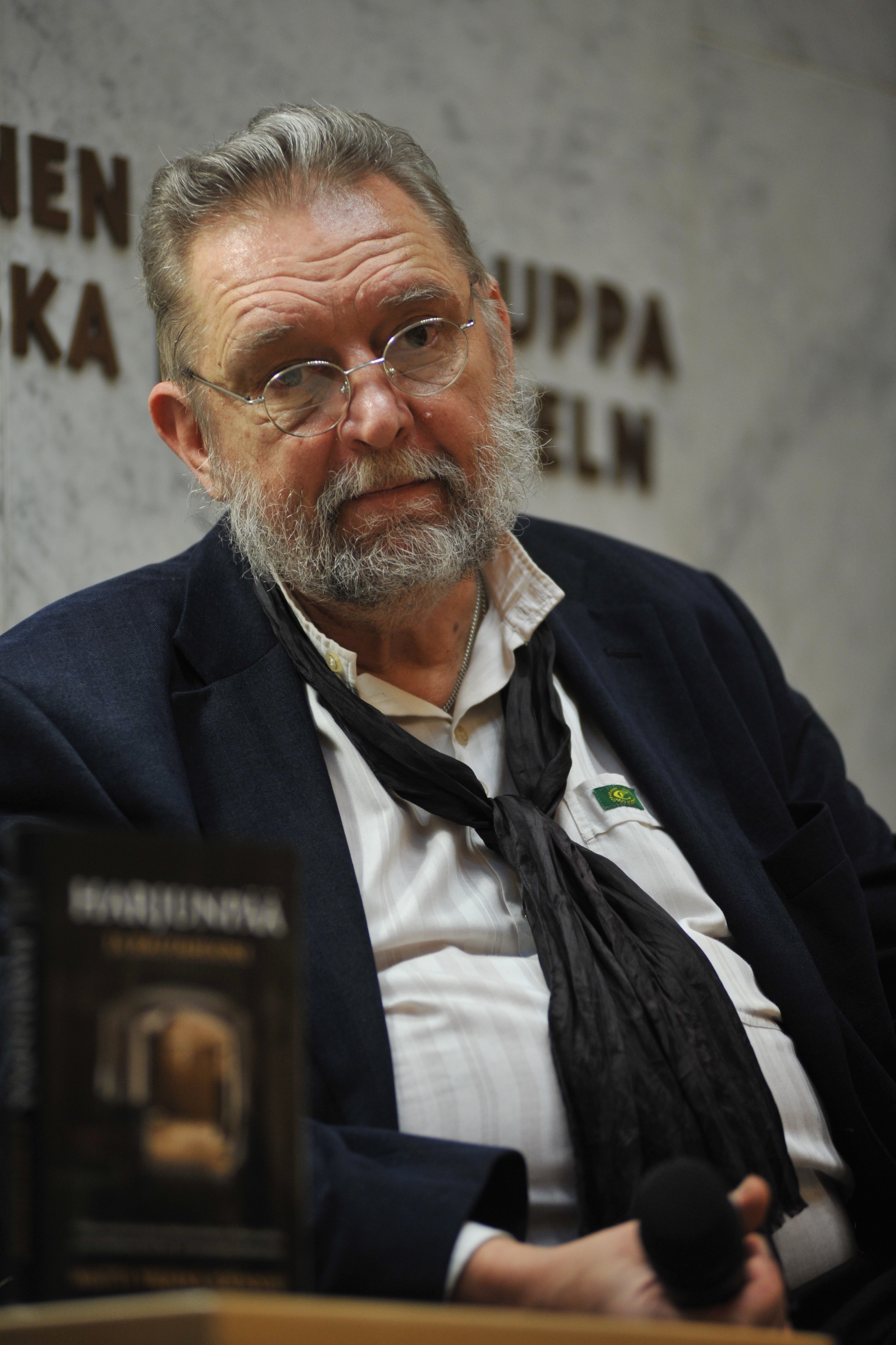
Matti Yrjänä Joensuu (oktober 2010)

Matti Yrjänä Joensuu  (Helsinki, 31 oktober 1948 – 4 december 2011) was een Fins schrijver van misdaadromans. Hij ontving in 1982 de Finse Staatsprijs voor Literatuur, in 1985, 1994 en 2007 de Vuoden johtolanka-palkinto (De clue van het jaar-prijs), de Finse tegenhanger van de Gouden Strop, en hij werd twee keer genomineerd voor de Finlandiaprijs. In 1987 won hij de Martin Beck Award.
Joensuu rondde in 1973 de opleiding tot politieagent af en werkt als rechercheur bij de politie van Helsinki.
Joensuu's oeuvre omvat 11 romans. In bijna alle romans is de hoofdpersoon politieman Timo Harjunpää. Zijn romans zijn in dertien talen vertaald: Bulgaars, Deens, Duits, Engels, Estisch, Frans, Hongaars, Italiaans, Nederlands, Noors, Russisch, Slowaaks, en Zweeds. Enkele van zijn romans zijn verfilmd.
Hij overleed op 63-jarige leeftijd.